# Museo nacional de las Islas Caimán
El Museo nacional de las Islas Caimán (en inglés: Cayman Islands National Museum) es un museo en las Islas Caimán. Se encuentra en el viejo Edificio de las Antiguas Cortes en Harbor Drive en George Town, Gran Caimán. El museo está dedicado a la conservación, investigación y exhibición de todos los aspectos del Patrimonio de las Islas Caimán.
Inaugurado en 1990, los inicios del museo se remonta a la década de 1930 cuando el residente local Ira Thompson comenzó a coleccionar artefactos de las Islas Caimán como un hobby, en 1979, el gobierno compró la colección de Thompson y ahora abarca una gran parte de la colección del museo.